# 31152 Daishinsai
31152 Daishinsai este un asteroid din centura principală de asteroizi.

## Descriere
31152 Daishinsai este un asteroid din centura principală de asteroizi. A fost descoperit pe 29 octombrie 1997 la Nanyo de Tomimaru Okuni. Asteroidul prezintă o orbită caracterizată de o semiaxă mare de 2,54 ua, o excentricitate de 0,22 și o înclinație de 13,1° în raport cu ecliptica.